# 米索

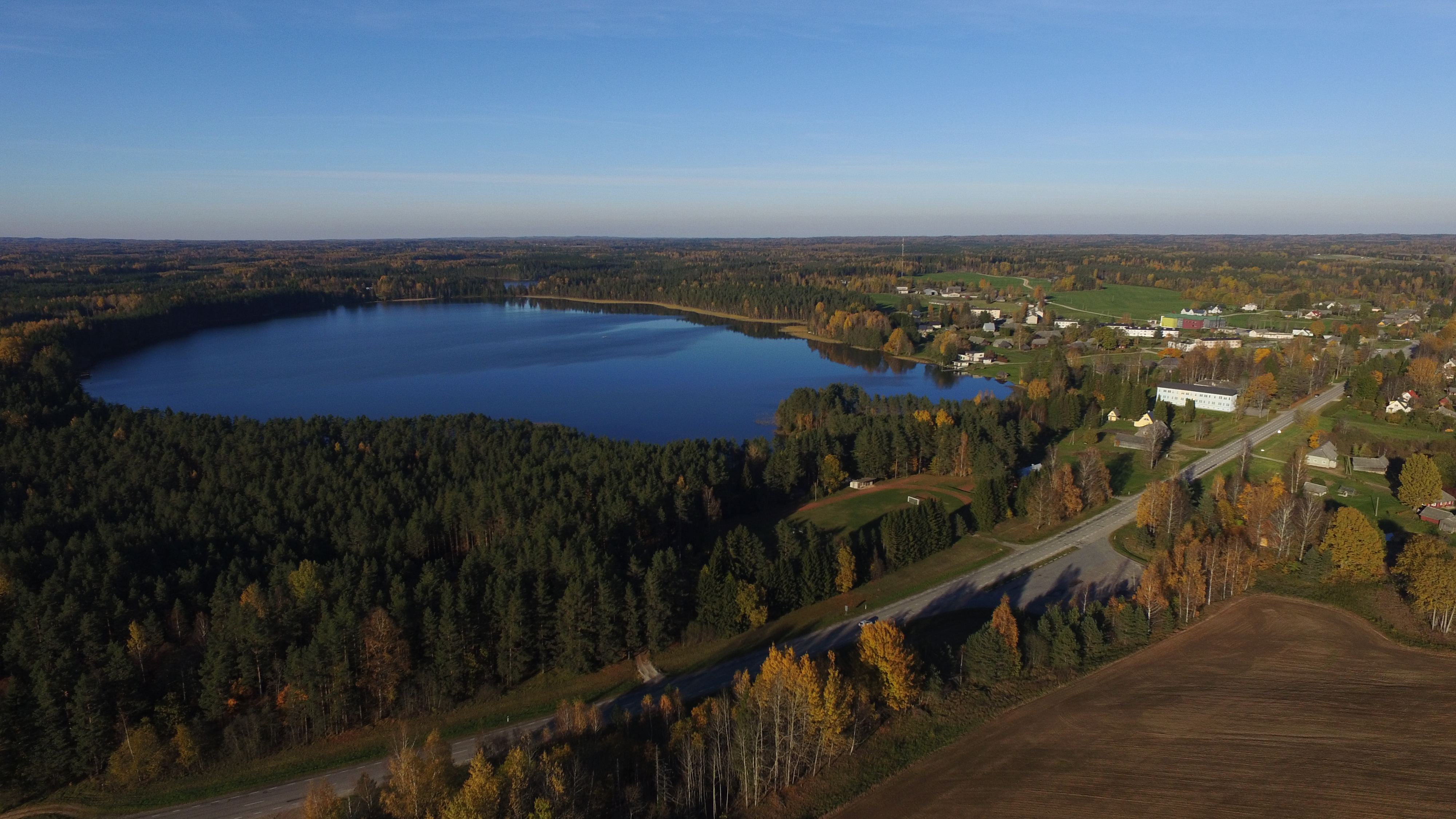
普利湖

米索是愛沙尼亞沃魯縣勒乌格市镇内的小鎮，位於該國東南部，曾是原米索市镇的行政中心。距離县府沃魯約38公里，該鎮南面和東面5公里分別是與拉脫維亞和俄羅斯接壤的邊境，2008年人口280。